# Myioborus flavivertex
Myioborus flavivertex là một loài chim trong họ Parulidae.